# Metopius bellus
Metopius bellus là một loài tò vò trong họ Ichneumonidae.